# تل الطايع

مواقع المدن السومرية القديمة

تل الطايع هو موقع مدينة أثرية في محافظة نينوى شمال العراق. ولقد ذكرت في النصوص المسمارية منذ عصورها المبكرة في الألف الثالث حتى آخر تلك العصور في الألف الأول قبل الميلاد
اُكتشف الموقع لأول مرة من قِبل الآثاري سيتون لويد في عام 1938 أثناء دراسته في المنطقة، وحفر تل الطايع من قبل فريق من المدرسة البريطانية للآثار في العراق من قبل جي أي ريد في السنوات 1967-1969 و 1972-1973.

ولقد اُكتشفت فيها هياكل حجرية عديدة وكذلك مصنوعات من الفخار، جنبا إلى جنب مع عدد قليل من الأقراص والرقم الطينية والأختام الإسطوانية، ولقد تم انتشال 9 طبقات منها.
مدينة تل الطايع تبعد حوالي 20 كيلومترا (12 ميل) إلى الجنوب الغربي من مدينة الموصل، والموقع يسيطر على منطقة زراعية غنية سابقا وكانت المدينة ممراً تجاريا هاما في المستوطنات القديمة، وتبلغ مساحتها حوالي 20 كيلومترا مربعا (7.7 ميل مربع) وترتفع التل المركزية حوالي 9 أمتار (30 قدم) عن مستوى سطح الأرض.